# التسرير (الدوادمي)
التسرير، هي قرية من فئة (ب) تقع في محافظة الدوادمي، والتابعة لمنطقة الرياض في السعودية. وتبعد التسرير عن محافظة الدوادمي بمسافة تقارب () كم.